# Al Lewis
Albert Meister (Nueva York, 30 de abril de 1923-Nueva York, 3 de febrero de 2006), conocido en los medios artísticos como Al Lewis, fue un actor estadounidense, inmortalizado en televisión como el Abuelo Munster.
Al Lewis tuvo una diversa carrera: comenzó como payaso de circo a finales de 1920, obtuvo luego un Ph. D. en Psicología Infantil tras lo cual se dedicó a dar clases y escribió inclusive un par de libros, antes de trabajar como ojeador de baloncesto para varios equipos de la NBA y retornar al mundo del entretenimiento, actuando en varias obras de Broadway y dando el usual brinco a la televisión. Más tarde, fue también propietario de un restaurante, candidato político y locutor de radio.
Sus papeles más notorios en la pequeña pantalla fueron en las series Car 54, where are you?, donde interpretó al agente Leo Schnauzer (transmitida originalmente entre 1961 y 1963), y The Munsters, la cual a pesar de transmitirse solo durante un par de años (originalmente en Estados Unidos entre 1964 y 1966) lo lanzó al estrellato. Tal fue su apego al papel del Abuelo Munster que, tras cancelarse la serie, abrió un restaurante en la históricamente bohemia zona neoyorquina de Greenwich Village que se llamaba Grampa's. Cuando decidió lanzarse como candidato a la gobernación de Nueva York, entabló un juicio para poder aparecer en las boletas electorales como Grandpa Al Lewis. En el documental Goodbye America, dirigido por Sergio Oksman, el actor ya octogenario relata su pasado como activista de izquierdas. Lewis perdió la demanda y las elecciones, tras lo cual se dedicó a conducir un programa de radio de corte político hasta su muerte. Falleció el 3 de febrero de 2006 en su hogar, a los 82 años.